# کاتسویوشی کوواهارا
کاتسویوشی کوواهارا (به انگلیسی: Katsuyoshi Kuwahara) بازیکن فوتبال اهل ژاپن و عضو تیم ملی فوتبال ژاپن است که در تاریخ ۱۹۶۵ مارس ۲۲ میلادی اولین بازی ملی‌اش را انجام داد. او در ۲ بازی ملی حضور داشت و آخرین بازی ملی خود را در تاریخ ۲۵ مارس ۱۹۶۵ میلادی انجام داد. کاتسویوشی کوواهارا در بازی‌های ملی‌اش
گلی به ثمر نرساند.